# Frédéric Simbolotti
Frédéric Simbolotti, dit "Freddy",, est un bassiste, guitariste et compositeur français, évoluant principalement dans les genres rock et rap, mais également world, fusion et la musique de film.
Il commence sa carrière professionnelle au sein du groupe Raoul Petite, puis collabore avec la compagnie du Royal de luxe. Il réalise également plusieurs tournées et enregistrements studios avec IAM et Bipam. Parallèlement, il travaille avec le studio Vega dans le sud de la France.

## Carrière

### Formation
Frédéric Simbolotti étudie la basse dans plusieurs conservatoires français : tout d'abord à l’École Départementale de Musique du Thor (Vaucluse), puis à l'Institut Musical de Formation Professionnelle à Salon-de-Provence (Bouches-du-Rhône).
Il s'installe ensuite à New York pour y étudier sous la direction de Darren Solomon, ancien bassiste de tournée de Ray Charles, ; rapidement, il joue dans des formations, dans la rue et dans des clubs.

### Raoul Petite
Il revient en France et intègre Raoul Petite en 1989, sous la direction de Fred Tillard ; il participe à l'enregistrement de l'album Karaï. Le groupe propose un mélange de funk, rock, reggae et ska qui deviendra sa signature. La formation, qui comprend une dizaine de musiciens, prend alors toute sa dimension sur scène avec l'apparition de décors, chorégraphies, déguisements et accessoires variés (catapultes de tartes à la crème vers le public, jeu de casseroles percussives, explosions diverses...). Le groupe se produit à guichets fermés à l'Olympia et célèbre le réveillon de 1989 avec Jacques Higelin sur la scène du Zénith de Paris.

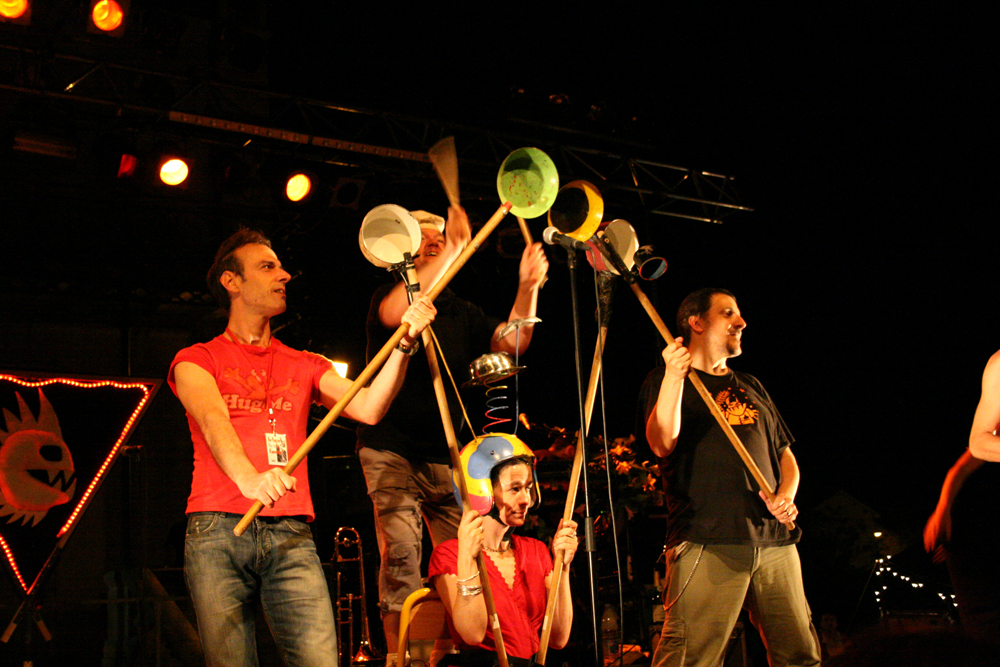
Frédéric Simbolotti (à gauche) en concert avec les Raoul Petite, 2007.

Au début de l'année 1991, le groupe enregistre son quatrième album Moulé à la louche, aux influences jazz-rock. Une tournée nationale s'ensuit, passant par l'Elysée-Montmartre, les Eurockéennes de Belfort et ses 60 000 festivaliers, ainsi que les Francofolies de La Rochelle l'année suivante. Le deuxième album live Plus fort les guitares, paru en 1994, témoigne de cette tournée dantesque et contient, entre autres, une version de plus de 10 minutes de Tu me regardes, avec long solo de basse et batterie.

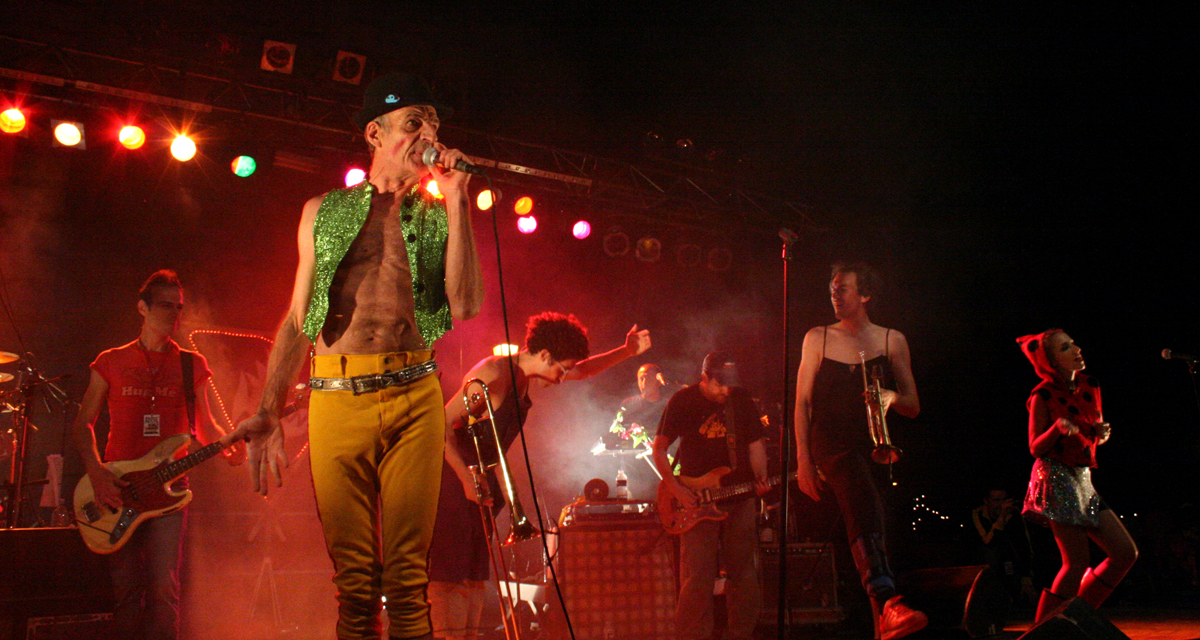
Frédéric Simbolotti (à gauche), en concert avec les Raoul Petite, 2007.

En 1995, Frédéric Simbolotti quitte le groupe et revient en 1998 pour leur cinquième album Rire c'est pas sérieux. En septembre 1999, Raoul Petite fête ses 20 ans sur la grande scène de la Fête de l'Humanité. En 2000, le groupe part en tournée internationale et se produit notamment en Suisse, Belgique, Espagne, Italie, Hongrie et au Canada.
Le bassiste enregistre un dernier album en 2003 avec Dans ton Kulte, sixième album studio du groupe. La tournée qui suit emmène le groupe au festival allemand Zappanales, qui met à l'honneur les artistes inspirés par la musique de Frank Zappa.

### Royal de Luxe

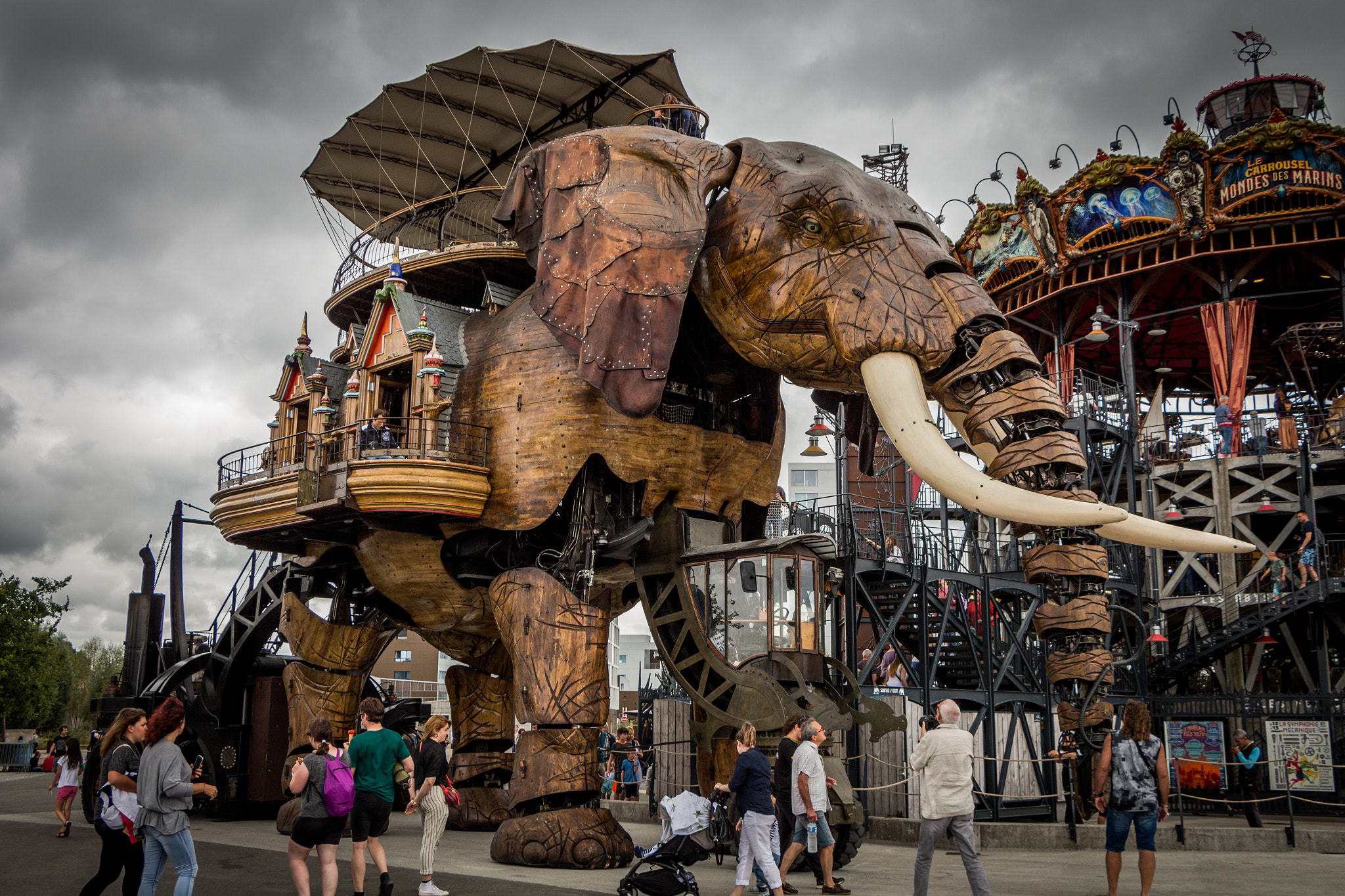
Éléphant mécanique utilisé pour La Visite du Sultan (...). Île des Machines, Nantes, 2016.

En 2005, Frédéric intègre Les Balayeurs du Désert, groupe qui met en musique les créations de la compagnie de théâtre de rue Royal de Luxe,. La visite du sultan des Indes sur son éléphant à voyager dans le temps, présentée en avant-première à Nantes, constitue un hommage à l'univers de l'écrivain Jules Verne, à l'occasion du centième anniversaire la mort. Une tournée s'ensuit à Amiens, Londres, Anvers, Calais et le Havre, rassemblant en tout plus de 2 millions de spectateurs.
Les Balayeurs et le Royal de Luxe se retrouvent en 2009 pour Le Rendez-vous de Berlin, un spectacle célébrant les 20 ans de la Chute du mur de Berlin devant 1,5 million de spectateurs réunis autour de la Porte de Brandebourg,.

### IAM
Frédéric rejoint le groupe de rap marseillais IAM en 2008, à l'occasion de la tournée de leur vingtième anniversaire. IAM effectue de nombreuses représentations à l'international (Thaïlande, Suisse (Paléo Festival), Allemagne (Estivale Open Air), Canada...). La tournée atteint son apogée lors d'un concert exceptionnel au pied des Pyramides de Gizeh en Égypte, dont la captation Retour aux Pyramides sort en DVD la même année sous le nom IAM 20. Il contribue aux albums studios Arts martiens et ...IAM parus tous deux en 2013.
Le bassiste réalise en 2010 la bande originale du téléfilm Conte de la Frustration, coréalisé, coécrit et composé par Akhenaton, cofondateur du groupe. Ce dernier l'invite sur son single Mon Texte le Savon part. 2 paru en 2020, ainsi que plusieurs collaborations parues en 2023.
En juin 2025, Frédéric retrouve la formation pour un concert exceptionnel au Stade Vélodrome de Marseille, célébrant les 40 ans de carrière du groupe devant 55 000 personnes et de nombreux invités.

### Bipam
En 2020, Frédéric rejoint trois anciens membres des Raoul Petite dans le groupe Bipam, auquel se joint Benoît Alziari, vibraphoniste du groupe Magma. Leur premier album Y Fait Jour ou Quoi ? paraît la même année. Le périodique Batteur Magazine qualifie l'album comme étant « une excellente surprise ».

### Autres projets
Tout au long de l'année 2013, il part en tournée internationale avec Moussu T e lei Jovents, se produisant entre autres à l'Institut Français de Tokyo ou en session pour BBC Radio 3 à Londres.
Frédéric Simbolotti collabore depuis de nombreuses années avec le batteur Matthieu Rabaté, pour des sessions d'enregistrement studio ou des masterclass,.

## Formation
- Médailles d’or en basse de l’École Départementale de Musique du Thor[3]
- Formation en jazz à l’Institut Musical de Formation Professionnelle de Salon de Provence[3]
- Études musicales à New York avec Darren Salomon[4],[3]et Dominique Di Piazza[3]

## Matériel
- Fender Jazz Bass olympic white[16]

## Discographie

### Avec Raoul Petite
- 1989 : Karaï (Abacab Records)
- 1989 : Karaï (Musidisc, LPA Productions) - Single 12"
- 1989 : Toujours vivant / Hey mama (ACAB Records) - Single 7"
- 1991 : Moulé à la louche (Disc AZ, Musidisc)
- 1991 : Comme ça ! (Disc AZ) - Single 7"
- 1994 : Plus fort les guitares (Cannibal Pigs) - Live
- 1995 : Funny girl (Musidisc) - Single
- 1998 : Rire c'est pas sérieux (Universal Music / Cannibal Pigs)
- 1998 : Enregistrements inédits (Universal Music) - Compilation
- 2003 : Dans ton kulte (Small Axe / Cannibal Pigs)
- 2005 : La grande histoire de Raoul Petite - Compliation
- 2017 : Le grand tout ou presque vol.1 (Cannibal Pigs) - Compilation
- 2017 : Best of Live 1980-2007
- 2017 : Le grand tout ou presque vol.2 (Cannibal Pigs) - Compilation

### Avec Pierre Eliane
- 1992 : Thérèse Songs (Studio SM)
- 1997 : Sainte Thérèse De Lisieux - Poésies (JADE (2))
- 2003 : Élisabeth Songs (Comme Ci, Comme Ça Productions)

### Avec Les Balayeurs du Désert
- 2005 : Jules Verne Impact (Pyrozone Edition)
- 2009 : Bazar Musical Interplanétaire Des Balayeurs Du Desert (Pyrozone Edition)

### Avec Bipam
- 2020 : Y Fait Jour ou Quoi ? (Riz Soufflé production)[4]

### Collaborations
- 1992 : La Véritable Histoire De France Du Royal De Luxe, Michel Augier (New Rose Records) - Les Croisades, Le Bateau, Les Romains
- 1995 : L'Amour de l'Amour, Sarclo (Côtes Du Rhône Productions) - A Fond les Ballons, La Quarantaine, Quand Tu te Tires
- 1995 : Tout L'or Des Mers, Baccherini (Griffe)
- 1996 : Désir, Corine Milian (Corps Volant)
- 1998 : Indienne, Mama Bea Tekielski (M10)
- 2008 : Second souffle, Sat l'Artificier - A Ma Mère, M'Aimeras-Tu, Au Bon Vieux Temps, Le Show Continue, Le Cauchemar de la France
- 2008 : Ailleurs, Mayrina Chebel
- 2009 : Ce qu'il y a, Sam Volver
- 2010 : Diaspora, Sat l'Artificier - La Race des Battants, Rien ne Doit m'arrêter
- 2010 : Nana, Margaux Simone (My Major Company) - Nana, Karma, Les Saisons, Roadtrip, Le Ramasse Poussière, Leelou, Ex Æquo
- 2013 : Armelle Ita, Armelle Ita (Make Me Prod)
- 2013 : Le Léopard Ouzbek, Patrick Solvet
- 2013 : Arts Martiens, IAM (Def Jam Recordings France/Universal Music France) - L'Amour que l'On me Donne
- 2016 : ...IAM, IAM (Def Jam Recordings France/Universal Music France/Côté Obscur) - C*A*S*H, A Nos Boots
- 2021 : Variétés Sauvages, Manny (Yeti Muzik)
- 2021: Mon Texte le Savon 2, Akhenaton (La Cosca/Côté Obscur)[11]
- 2023 : Nout, Meryem Saci & Akhenaton  (La Cosca)
- 2023 : La Fin de Leur Monde, Akhenaton (La Cosca) - La Fin de Leur Monde Remix
- 2023 : Conte de la Frustration, Akhenaton (La Cosca) - Ordinaire, Chacun de Son Côté, Un Plan Original

### Direction
- 2014 : LM2Z, Les Maux De Zoé

## Vidéographie
- 2005 : La grande histoire de Raoul Petite
- 2007 : Raoul Petite Live, concert à L'Usine, Istres
- 2008 : IAM 20 (Retour aux Pyramides), concert aux pyramides de Gizeh, Égypte